# 是恒真楫
是恒 真楫（これつね まかじ、1851年（嘉永4年8月） - 1892年（明治25年）3月13日）は、明治時代の政治家。衆議院議員（2期）。

## 経歴
豊前国宇佐郡畑田村（大分県宇佐郡駅館村、駅川村、駅川町を経て現宇佐市）で生まれた。白石照山に師事し漢籍を修める。京都の春日潜庵に学び、ロシア語を研究した後に帰郷。1875年（明治8年）宇佐郡に民会を設立し民権の発揚に努める。1879年（明治12年）大分県会議員に推されたがこれを断り、西国東郡長に就任する。1881年（明治14年）大蔵省に出仕し主税官となり1890年（明治23年）3月まで務めた。ほか、日本運輸会社長を務めた。
1890年（明治23年）7月の第1回衆議院議員総選挙では大分県第6区から出馬し当選。中央交渉部に所属した。第2回総選挙でも当選し衆議院議員を2期務めた。再選後間もなく死去し、補欠選挙で元田肇が当選した。